# Kara Goucher
Kara Goucher (Nueva York, Estados Unidos, 9 de julio de 1978) es una atleta estadounidense, especialista en la prueba de 10000 m, con la que ha logrado ser subcampeona mundial en 2007.

## Carrera deportiva
En el Mundial de Osaka 2007 gana la medalla de plata en los 10000 metros, con un tiempo de 32:02.05 que fue su mejor marca personal, quedando situada en el podio tras la etíope Tirunesh Dibaba y por delante de la británica Jo Pavey.